# Société de l'histoire de Paris et de l'Île-de-France
La Société de l'histoire de Paris et de l'Île-de-France (SHPIF) est une société savante française fondée en 1874, à l'initiative des historiens Auguste Longnon et Gustave Fagniez, pour promouvoir l'étude de l'histoire de Paris et de sa région, et pour sensibiliser le public et les institutions parisiennes aux questions patrimoniales. Son fonctionnement est copié sur celui de la Société de l'histoire de France, fondée une quarantaine d'années auparavant.

## Historique
La Société est reconnue d'utilité publique par décret du 14 janvier 1887.
Son premier président est Léopold Delisle, administrateur général de la Bibliothèque nationale. 
L'Académie des inscriptions et belles-lettres lui décerne le prix Jean-Jacques-Berger en 1903 et 1908.
En 2024, la Société compte 113 membres. 

### Présidents
- 1874-1875 : Léopold Delisle
- 1875-1876 : Adrien Prévost de Longpérier
- 1876-1877 : Ferdinand de Guilhermy
- 1877-1878 : Jérôme Pichon
- 1878-1879 : Victor Duruy
- 1879-1880 : Alfred Maury
- 1880-1881 : Émile Egger
- 1881-1882 : Léopold Delisle (2e fois)
- 1882-1883 : Jules Cousin
- 1883-1884 : Charles Jourdain
- 1884-1885 : Anatole de Montaiglon
- 1885-1886 : Auguste Vitu
- 1886-1887 : Charles Tranchant
- 1887-1888 : Auguste Longnon
- 1888-1889 : Alfred Boulay de la Meurthe
- 1889-1890 : Anatole de Barthélemy
- 1890-1891 : Alphonse de Ruble
- 1891-1892 : Robert de Lasteyrie
- 1892-1893 : Joseph de Laborde
- 1893-1894 : Eugène de Rozière
- 1894-1895 : Jules Guiffrey
- 1895-1896 : Jules Lair
- 1896-1897 : Gustave Fagniez
- 1897-1898 : Gustave Servois
- 1898-1899 : Eugène Müntz
- 1899-1900 : Albert Babeau
- 1900-1901 : Maurice Tourneux
- 1901-1902 : Charles Tranchant (2e fois)
- 1902-1903 : Noël Valois
- 1903-1904 : Henri Omont
- 1904-1905 : Alexandre Bruel
- 1905-1906 : Arthur de Boislisle
- 1906-1907 : Alexandre Tuetey
- 1907-1908 : Auguste Rey
- 1908-1909 : Paul Durrieu
- 1909-1910 : Émile Picot
- 1910-1911 : Jules Guiffrey (2e fois)
- 1911-1912 : Adrien Blanchet
- 1912-1913 : Henry Martin
- 1913-1914 : Henri Stein
- 1914-1915 : Camille Couderc
- 1915-1916 : Joseph de Laborde (2e fois)
- 1916-1917 : Claude de Barante
- 1917-1918 : Eugène Lelong
- 1918-1919 : René Poupardin
- 1919-1920 : Léon Le Grand
- 1920-1921 : Lucien Auvray
- 1921-1922 : Georges Hartmann
- 1922-1923 : Edgar Mareuse
- 1923-1924 : Léon Mirot
- 1924-1925 : Henry Martin (2e fois)
- 1925-1926 : Germain Lefèvre-Pontalis
- 1926-1927 : Anatole Perrault-Dabot
- 1927-1928 : Gustave Dupont-Ferrier
- 1928-1929 : Auguste Philippe Herlaut
- 1929-1936 : Gustave Dupont-Ferrier (2e, 3e, 4e, 5e, 6e, 7e, 8e fois)

[...]
- 1962-1964 : Henry de Surirey de Saint-Remy

[...]
- 1973-1977 : Jean Tulard

[...]
- 1993-1997 : Laure Beaumont-Maillet
- 1997-2001 : Jean-Marc Léri

[...]
- jusqu'au 12 mai 2018 : Pierre Casselle
- depuis le 1er octobre 2018 : Caroline Bourlet

## Publications
La Société de l'histoire de Paris et de l'Île-de-France publie annuellement un Bulletin de la Société de l'histoire de Paris et de l'Île-de-France et un volume de Mémoires de la Société de l'histoire de Paris et de l'Île-de-France.